# Air Force Distinguished Service Medal
L’Air Force Distinguished Service Medal est une décoration militaire des États-Unis d’Amérique.

## Historique
L’Air Force Distinguished Service Medal fut instituée par une loi du Congrès américain en date du 6 juillet 1960 afin que les personnels de l’U.S. Air Force aient une décoration spécifique à leur branche, étant donné que jusqu’alors, ils recevaient la Army Distinguished Service Medal.
Jusqu’en 1955, l’intitulé official de la nouvelle décoration était “Distinguished Service Medal (Air Force), mais le nom actuel fut adopté après la guerre de Corée.
L’Air Force Distinguished Service Medal est décernée à tout membre de l’U.S. Air Force qui se distingue par un service méritoire rendu au gouvernement des États-Unis dans une situation de grande responsabilité. L’interprétation de cette « situation de grande responsabilité » conduit généralement à ce que les récipiendaires soient généralement des officiers, au moins au grade de major général. C’est une décoration qui est généralement attribuée à un futur retraité, et c’est d’ailleurs devenu la distinction typique qu’on attribue à un brigadier général sur le point de partir à la retraite.

## Sources
- (en) Cet article est partiellement ou en totalité issu de l’article de Wikipédia en anglais intitulé « Air Force Distinguished Service Medal » (voir la liste des auteurs).